# Druckkennlinie

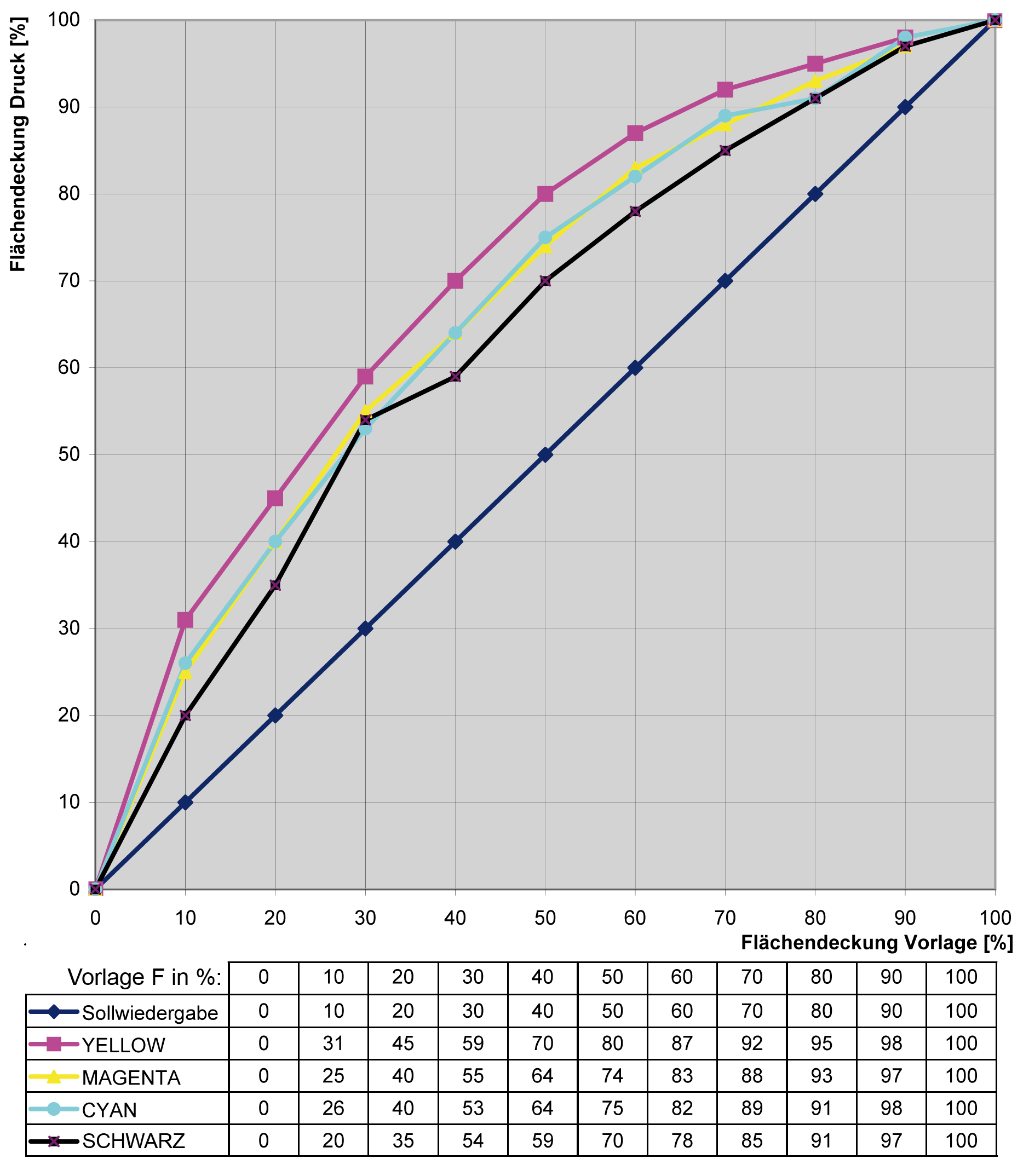
Druckkennlinien mit zugehöriger Wertetabelle

Eine Druckkennlinie ist die grafische Darstellung der Tonwertzunahme (bei Rasterdrucken: Punktzuwachs) für verschiedene Druckverfahren und unterschiedliche Druckmaschinen, Bedruckstoffe und Druckfarben.
Wird ein Bild gedruckt, so kommt es je nach Bedruckstoff, Druckmaschine und Drucktechnik zum Punktzuwachs. Dieser Zuwachs führt zu einem erhöhten Tonwert und damit zu einem Unterschied zwischen dem Originalbild und dem gedruckten Bild. Um diesen Zuwachs zu messen, werden Druckkennlinien der Druckmaschine (ggf. der einzelnen Druckwerke) erstellt. Hierzu werden Testdrucke angefertigt, die tatsächliche Flächendeckung vermessen und die Ergebnisse in einer Tabelle bzw. Grafik dargelegt (s. Abbildung). Anhand der ermittelten Werte lassen sich die Tonwerte der Vorlage (heute in der Regel einer Bilddatei) so anpassen, das heißt reduzieren, dass das gedruckte Bild in seinen Farbwerten der Vorlage entspricht.

## Entwicklung
Die Erstellung und Nutzung von Druckkennlinien ist seit der vermehrten Verwendung der digitalen Druckplattenbelichtung (CtP) zurückgegangen, da einer der wesentlichen Einflussfaktoren auf die Tonwertzunahme, die Druckplattenbelichtung, minimiert werden konnte. Da aber der Einfluss durch die Druckmaschine nach wie vor besteht, ist ihre Bestimmung in den größeren Druckereien zur innerbetrieblichen Anpassung gelieferter Dateien immer noch sinnvoll.